# Chiesa di San Giuda Taddeo
La chiesa di San Giuda Taddeo è una chiesa di Roma, nel quartiere Trieste, in via Gradisca.
La piccola chiesa fu costruita agli inizi degli anni trenta del XX secolo, ed aperta al culto il 2 agosto 1931. È annessa all'Istituto delle Suore Carmelitane di Santa Teresa di Firenze, che qui possiedono una casa di accoglienza (“piccola casa di san Giuda Taddeo”) per ragazzi e ragazze appartenenti a famiglia in difficoltà.
La chiesa si presenta in forme molto semplici: a navata unica, con due altari laterali, e un'abside, dominata da una tela di E. Ballerini, del 1940, raffigurante il santo titolare, l'apostolo Giuda Taddeo, mentre compie il miracolo della guarigione del re di Edessa, Abgar.

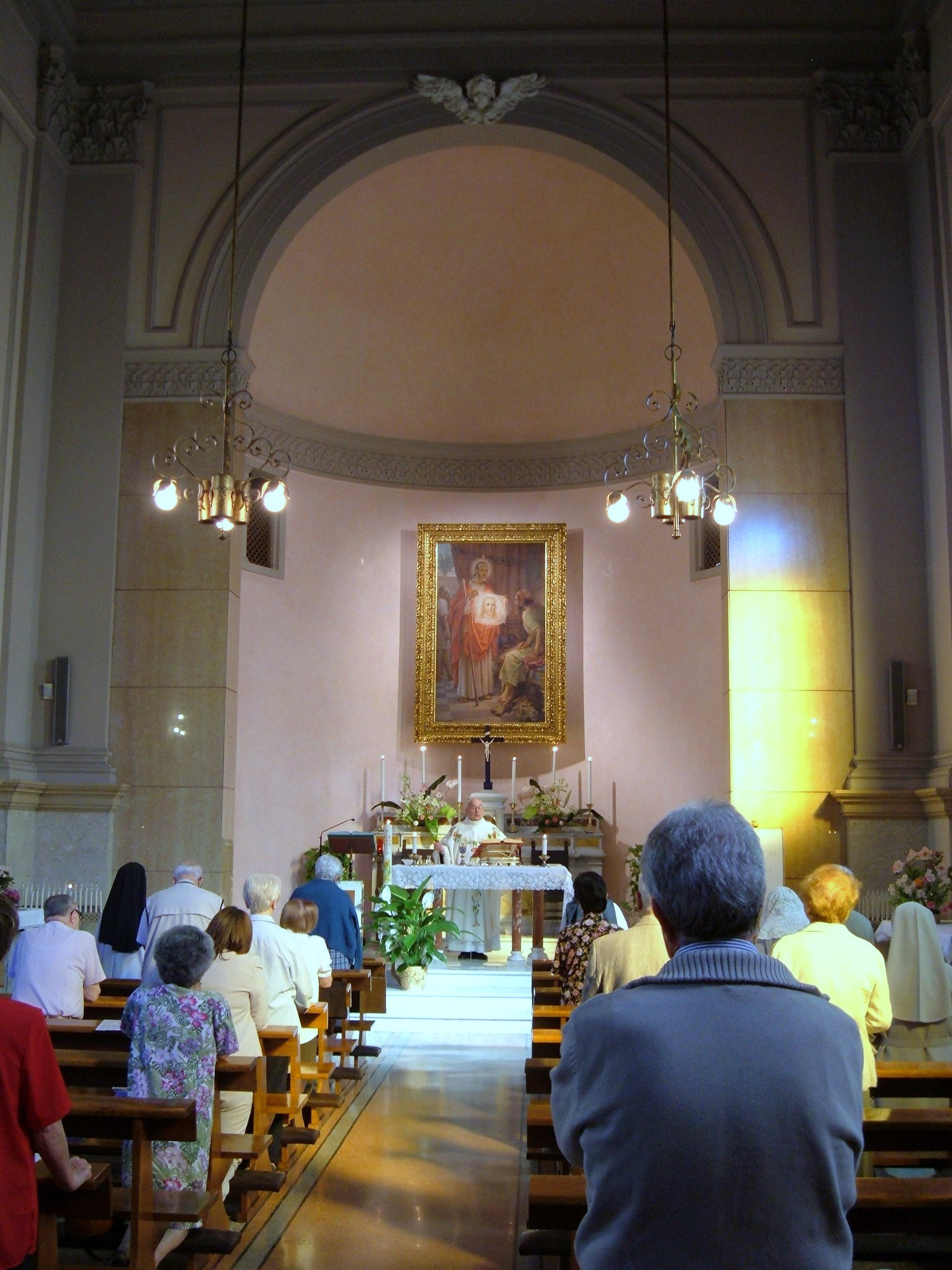
L'interno durante una Messa

## Collegamenti
È raggiungibile dalla stazione Sant'Agnese/Annibaliano.